# Vitärtskällebäcken
Vitärtskällebäcken is een van de (relatief) kleine riviertjes/beekjes die het Zweedse eiland Gotland rijk is. Het riviertje wordt vooralsnog alleen genoemd in milieurapportages over het noorden van Gotland. Het is een meanderende en moerassige waterweg die zich een weg baant door een klein natuurreservaat Vitärtskälla geheten. In de rivier wordt vooral forel aangetroffen. Ze heeft het merendeel van de tijd voldoende water om stromend te blijven, slechts een enkele keer komt ze bij extreem droge zomers droog te staan. Bij de monding staan twee hoeven Stora Vikers en Lilla Vikers. Ze mondt uit in de Kappelshamnviken, een baai van de Oostzee.